# Jürgen Kraft
Jürgen Kraft (né le 26 novembre 1951 à Buseck et mort le 11 juin 2002 à Charlottenburg) est un coureur cycliste allemand. Professionnel de 1977 à 1980, il a notamment été champion d'Allemagne sur route en 1977.
Son fils Dennis (de) a également été cycliste professionnel au cours des années 2000.

## Biographie
Il se suicide par pendaison à 54 ans. 

## Palmarès

### Palmarès amateur
- 1970
  - Champion d'Allemagne du contre-la-montre par équipes amateurs (avec Manfred Mücke, Michael Becker et Hanno Podbielski (de))
- 1972
  - 3e du championnat d'Allemagne sur route amateurs
- 1973
  - 1re étape du Tour d'Algérie
  - 2e étape du Tour de Rhénanie-Palatinat
  - 2e du championnat d'Allemagne sur route amateurs
- 1974
  - 3eb étape du Tour de Rhénanie-Palatinat
  - Prologue du Grand Prix Guillaume Tell (contre-la-montre par équipes)
  - 3e du championnat d'Allemagne sur route amateurs
- 1975
  - Tour de Berlin
  - 2e du championnat d'Allemagne sur route amateurs

### Palmarès professionnel
- 1977
  -  Champion d'Allemagne sur route
- 1978
  - 2e du championnat d'Allemagne de cyclo-cross
  - 3e du Trophée Luis Puig

## Résultats sur les grands tours

### Tour de France
1 participation
- 1979 : hors délais (2e étape)

### Tour d'Italie
2 participations 
- 1977 : 69e
- 1978 : 51e